# Frank M. Dixon
Frank Murray Dixon (Oakland, 25 de julho de 1892 – Birmingham, 11 de outubro de 1965) foi um advogado e político americano filiado ao Partido Democrata. Exerceu o cargo de 40° Governador do Alabama de 1939 até 1943 e é mais conhecido por reorganizar o governo do estado e reformar a maneira como as contribuições prediais foram avaliadas.

## Primeiros anos
Dixon nasceu em Oakland, Califórnia, filho do Reverendo Frank Dixon e Laura Dixon. Dixon passou a maior parte de sua juventude na Virgínia e frequentou escolas públicas na Virgínia e Washington, D.C. Formou-se na Phillips Exeter Preparatory School (Phillips Exeter Academy) e depois formou-se na Universidade Columbia. Em 1916, formou-se em Direito pela Universidade da Virgínia. Iniciou sua carreira em advocacia em Birmingham, Alabama, no escritório de advocacia do Capitão Francis S. White. Logo depois casou-se com Juliet Perry, com quem teve um filho e uma filha.
Sua advocacia foi interrompida pela Primeira Guerra Mundial. Dixon se alistou na Real Força Aérea Canadiana como voluntário. Como segundo tenente, Dixon foi nomeado para a esquadrilha francesa como observador aéreo e artilheiro. Em Julho de 1918, foi ferido quando seu avião foi abatido sobre Soissons, na França, o que, por sua vez, exigiu que sua perna fosse amputada. Dixon foi condecorado com a Croix de Guerre com Palm pelo governo francês; o governo francês também nomeou-o Cavaleiro da Legião de Honra Francesa e promoveu-o como major.
Quando voltou a Birmingham, fundou sua própria sociedade de advogados, Bowers and Dixon, e tornou-se um advogado corporativo de sucesso. Na época, tornou-se comandante da Legião Americana e atuava nas causas dos veteranos. Em 1934, Dixon fez sua primeira tentativa no governo do Alabama, mas perdeu a primária Democrata para Bibb Graves. No entanto, em 1938, derrotou facilmente seu oponente e sucedeu a Graves como Governador do Alabama.

## Governador do Alabama
Antes de sua posse, Dixon passou muito tempo se preparando para seu mandato. Reuniu-se com Bibb Graves, especialistas em administração pública e Franklin Roosevelt para obter conselhos e conhecimentos sobre seus planos de mudar o governo do Alabama. Como governador, Dixon se esforçou para otimizar o governo do estado. Eliminou 27 agências governamentais no estado, consolidando funções dentro dos departamentos. As agências que originalmente estavam sob a liderança de comitês foram colocadas sob a autoridade de um indivíduo que se reportou diretamente ao governador. Ele, portanto, também centralizou o poder no gabinete do governador. Encerrou o emprego de todos os funcionários do estado adicionados à folha de pagamento após a data de sua posse e ordenou que todos os funcionários que não tivessem funções específicas também fossem demitidos. Adotou um sistema de aposentadoria de professores e uma lei de tenure de professores. Também criou um sistema de serviço público estadual que exigia que a contratação de funcionários do estado fosse baseada em um sistema de mérito.
Dixon passou grande parte do tempo reformando o método de avaliação da contribuição predial no estado. Dixon acreditava que os conselhos de revisão da contribuição predial atribuídos pelo condado subestimavam deliberadamente as contribuições prediais. Isso, por sua vez, levou a distritos escolares e serviços municipais com apoio inadequado. Aprovou seu projeto de reforma que exigia que os conselhos de avaliação locais fossem substituídos por um conselho de três pessoas, que seria indicado pelo governador.
Quando a Segunda Guerra Mundial começou no final de seu mandato, as realizações de Dixon apenas aumentaram. Supervisionou uma reorganização em tempo de guerra das docas em Mobile, Alabama, que resultou em um aumento de quatrocentos por cento no tráfego de barcaças. A economia do Alabama cresceu com a indústria de construção e reparação de navios provocada pela guerra.

## Período pós-governo
Depois que Dixon deixou o cargo em 1943, retornou à sua advocacia corporativa e fundou uma empresa privada chamada Bowers, Dixon, Dunn and McDowell em Birmingham. Era um lobista por causas conservadoras na câmara do estado. Passava grande parte do tempo fazendo lobby pela lei do direito ao trabalho. Em 1948, o ex-governador Dixon foi presidente temporário e palestrante principal na convenção de Birmingham do Dixiecrat que nomeou Strom Thurmond e Fielding Wright como sua chapa presidencial. Nas eleições presidenciais dos Estados Unidos em 1960, Dixon foi o candidato mais votado por uma lista de eleitores democratas que escolheram Harry F. Byrd e Strom Thurmond em vez de John F. Kennedy e Lyndon B. Johnson. Dixon morreu em Birmingham no dia 11 de Outubro de 1965.